# Raffaele Cotugno
Raffaele Cotugno (Ruvo di Puglia, 21 febbraio 1860 – Ruvo di Puglia, 21 agosto 1937) è stato un politico e scrittore italiano.

## Biografia
Nato e cresciuto a Ruvo di Puglia, fu un appassionato studioso del Risorgimento e individuò come sue guide Giovanni Bovio e Matteo Renato Imbriani. Si ritenne meridionalista e fu convinto che tanto si parlasse ma poco si operasse per il Sud Italia. Inoltre denunciò il malcostume politico, specialmente la violenza e la corruzione che dilagava nelle alte sfere politiche dell'epoca e rivelò i soprusi dei candidati al governo, capaci di alterare le schede pur di essere eletti. Cotugno fu favorevole alla devoluzione di una parte del bilancio dello Stato ai comuni, poiché individuò negli enti locali la capacità di provvedere ai più svariati bisogni di popolazioni differenti da regione a regioni.
Cotugno richiese un intervento pubblico congiunto di Stato e comuni al fine di superare la drammatica situazione in cui versava la Puglia, oppressa dall'analfabetismo e dalla miseria. Individuò nel latifondo il pretesto dei borghesi per mantenere bassi i salari e cercò di risolvere il problema del sovraffollamento di ginnasi e licei. Nel 1887 si occupò della crisi che investì la Puglia e ritenne che la soluzione potesse essere intravista nella cooperazione, nella trasformazione dei prodotti agricoli e in un buon funzionamento delle distillerie. Dal 20 giugno 1921 al 10 dicembre 1923 fu Presidente della Commissione di vigilanza sulla biblioteca della Camera dei Deputati.
Fece parte della Massoneria.

## Opere
- Sul diritto di punire, Giovinazzo, 1883.
- Giovan Battista Vico e il suo secolo, Trani, 1890.
- Dai nuovi fiori del male, Trani, 1898.
- Tra reazioni e rivoluzioni; contributo alla storia dei Borboni di Napoli dal 1849 al 1860 – Michele Cotugno - Lucera, Frattarolo, 1923.
- Aritmie, Trani, 1903.
- I residui del passato nella vita del diritto, Trani, 1903.
- La Puglia e la questione meridionale, Bari, 1905.
- Giordano Bruno e le sue opere, Trani, 1907.
- Sulle controversie demaniali, Roma, 1911.
- La nostra guerra, Roma, 1916.
- Massari del Risorgimento, Trani, 1921.
- Montecitorio o la degenerazione del Parlamento, Lucera, 1923.
- Tra reazioni e rivoluzioni, Lucera, 1925.
- I fatti di Minervino, Roma, 1925.